# Stal Rzeszów (speedway)
Speedway Stal Rzeszów S.A. är ett speedwaylag som kommer från Rzeszów i Polen och tävlar i den högsta polska ligan Speedway Ekstraliga. För Stal Rzeszów kör den svenske speedwayföraren Peter Ljung.

## Förare 2015
- Kenni Larsen

- Greg Hancock

- Karol Baran

- Peter Ljung

- Peter Kildemand

- Dawid Lampart

- Hans Andersen

- Łukasz Sówka

- Mirosław Jabłoński

- Artur Czaja

- Krystian Rempala